# Scapheremaeus semiconvexus
Scapheremaeus semiconvexus är en kvalsterart som beskrevs av Hammer 1982. Scapheremaeus semiconvexus ingår i släktet Scapheremaeus och familjen Cymbaeremaeidae. Inga underarter finns listade i Catalogue of Life.